# アメーバ (数学)

P(z,w)=w-2z-1 のアメーバ

P(z, w)=3z^{2}+5zw+w^{3}+1 のアメーバ。アメーバの中には液胞があることに注意。

P(z, w) = 1 + z+z^{2}
+ z^{3} + z^{2}w^{3}
+ 10zw + 12z^{2}w
+10z^{2}w^{2} のアメーバ

P(z, w)=50 z^{3}
+83 z^{2} w+24 z w^{2}
+w^{3}+392 z^{2}
+414 z w+50 w^{2}
-28 z +59 w-100 のアメーバ

数学の一分野である複素解析において、アメーバ（英: amoeba）は、一変数、あるいは多変数の多項式に関連した集合である。アメーバは代数幾何学、特に、トロピカル幾何学へ応用を持っている。

## 定義
ユークリッド空間 {\displaystyle \mathbb {R} ^{n}} 上に値を持つ 0 を除く複素数 n-組 {\displaystyle z=(z_{1},z_{2},\dots ,z_{n})} の集合上に定義され、式
{\displaystyle \mathrm {Log} (z_{1},z_{2},\dots ,z_{n})=(\log |z_{1}|,\log |z_{2}|,\dots ,\log |z_{n}|).\,}
により与えられる函数
{\displaystyle \mathrm {Log} \colon \left({\mathbb {C} }\backslash \{0\}\right)^{n}\to \mathbb {R} ^{n}}
を考える。ここに 'log' は、自然対数を表す。p(z) が {\displaystyle n} 変数の多項式であれば、そのアメーバ(amoeba) {\displaystyle {\mathcal {A}}_{p}} は p の零点の集合の Log による像として定義される。
{\displaystyle {\mathcal {A}}_{p}=\left\{\operatorname {Log} z\,:\,z\in \left({\mathbb {C} }\backslash \{0\}\right)^{n},p(z)=0\right\}.\,}
アメーバは 1994年、イズライル・ゲルファント(Israel Gelfand)、カプラノフ(Kapranov)、アンドレイ・ゼレヴィンスキー(Andrei Zelevinsky)の書籍で導入された。

## 性質
- アメーバは閉集合である。
- 補空間 {\displaystyle \mathbb {R} ^{n}\backslash {\mathcal {A}}_{p}} の連結成分は、凸である[2]。
- 2変数の恒等的に 0 ではない多項式のアメーバの面積は、有限である。
- 2次元のアメーバは、多くの「触手」を持ち、触手は無限に長く、無限遠点では指数的に狭くなる。

## ロンキン函数
アメーバを研究する有効なツールが、ロンキン函数(Ronkin function)である。n （複素）変数の多項式 p(z) に対し、式
{\displaystyle N_{p}(x)={\frac {1}{(2\pi i)^{n}}}\int _{\mathrm {Log} ^{-1}(x)}\log |p(z)|\,{\frac {dz_{1}}{z_{1}}}\wedge {\frac {dz_{2}}{z_{2}}}\wedge \cdots \wedge {\frac {dz_{n}}{z_{n}}},}
により、ロンキン函数を、
{\displaystyle N_{p}:\mathbb {R} ^{n}\to \mathbb {R} }
と定義する。ここに {\displaystyle x} は {\displaystyle x=(x_{1},x_{2},\dots ,x_{n}).} を表す。同じことであるが、{\displaystyle N_{p}} は積分
{\displaystyle N_{p}(x)={\frac {1}{(2\pi )^{n}}}\int _{[0,2\pi ]^{n}}\log |p(z)|\,d\theta _{1}\,d\theta _{2}\cdots d\theta _{n},}
により与えられる。ここに
{\displaystyle z=\left(e^{x_{1}+i\theta _{1}},e^{x_{2}+i\theta _{2}},\dots ,e^{x_{n}+i\theta _{n}}\right)}
とする。ロンキン函数は凸函数であり、{\displaystyle p(z)} のアメーバの補集合の各々の連結成分上ではアフィン(affine)である。
例として、{\displaystyle a\neq 0} である単項式
{\displaystyle p(z)=az_{1}^{k_{1}}z_{2}^{k_{2}}\dots z_{n}^{k_{n}}}
のロンキン函数は、
{\displaystyle N_{p}(x)=\log |a|+k_{1}x_{1}+k_{2}x_{2}+\cdots +k_{n}x_{n}}
である。

## さらに進んだ書籍
- Theobald, Thorsten (2002). “Computing amoebas”. Exp. Math. 11 (4):  513-526. doi:10.1080/10586458.2002.10504703. Zbl 1100.14048.